# Michael Larson (empresário)
Michael Larson (nascido em outubro de 1959) é um gestor financeiro estadunidense. Ele é o diretor de investimentos da Fundação Bill & Melinda Gates e da fortuna pessoal de Bill Gates através da Cascade Investment. Ele assumiu o cargo em 1994. 

## Infância e educação
Larson nasceu em Sacramento, Califórnia, em outubro de 1959. Ele foi criado em Albuquerque, Novo México e passou os verões em Dakota do Norte. Larson estudou na Valley High School em Albuquerque. 

## Carreira
Depois de receber seu MBA pela Universidade de Chicago, Larson foi trabalhar para a ARCO fazendo fusões e aquisições. Depois de alguns anos, Larson mudou-se para Boston para trabalhar na Putnam Investments, gerenciando fundos de títulos. Depois de dois anos, Larson deixou Putnam para administrar seu próprio fundo. 

### Cascade Investment
Ao tentar comprar uma empresa de gestão de dinheiro com sede em Chicago, Larson recebeu um telefonema de um caça-talentos para trabalhar para Bill Gates. O caça-talentos tinha ouvido falar de Larson através de alguns investidores em Tacoma, Washington. Em 1994, Larson e sua esposa mudaram-se para Seattle.  Larson chamou a loja de investimentos de Cascade Investment porque o nome genérico lhe permitiria atuar no mercado sem chamar a atenção. Larson operou e continua a operar de forma discreta, com exceção de uma rara entrevista com a Fortune em 1999.  Quando Larson começou na Cascade, informalmente conhecida como BGI (Bill Gates Investments), ele era o único funcionário. Em 1996, ele mais tarde contratou Alan Heuberger, um colega graduado do Claremont McKenna College.
Larson administrou originalmente US$11,5 bilhões da fortuna e fundação de Gates, mas esse valor aumentou tremendamente ao longo dos anos, à medida que Gates vendeu suas ações da Microsoft. Embora uma declaração real não tenha sido divulgada, acredita-se que Larson administre bem mais de US$80 bilhões no ano até o momento. Este número inclui a Fundação Bill e Melinda Gates e a riqueza pessoal de Gates.  Cascade é uma loja de investimentos diversificada, embora haja ênfase em private equity imobiliário administrado pela subsidiária Los Arboles Management.